# Breuchin
Le Breuchin est une rivière de l'est de la France qui coule dans le département de la Haute-Saône, en région Bourgogne-Franche-Comté. C'est un affluent très abondant de la Lanterne en rive droite, et donc un sous-affluent du Rhône par la Lanterne, puis la Saône.

## Géographie
De 44,2 kilomètres de longueur, la rivière naît au pied du Massif vosgien, au lieu-dit les Cent Sous, à 730 mètres d'altitude, sur la commune de Beulotte-Saint-Laurent, c'est-à-dire au sein du parc naturel régional des Ballons des Vosges, dans le pays des Mille étangs, dans le nord-est du département de la Haute-Saône.
Elle coule de manière générale d'abord vers le sud-ouest puis vers l'ouest et reçoit plusieurs petits affluents abondants issus de la région des Vosges qui gonflent rapidement ses eaux. Le petit torrent devient ainsi très vite une belle rivière.
Elle arrose Luxeuil-les-Bains et peu après conflue avec la Lanterne au niveau d'Ormoiche, à 246 mètres d'altitude.

### Communes et cantons traversés

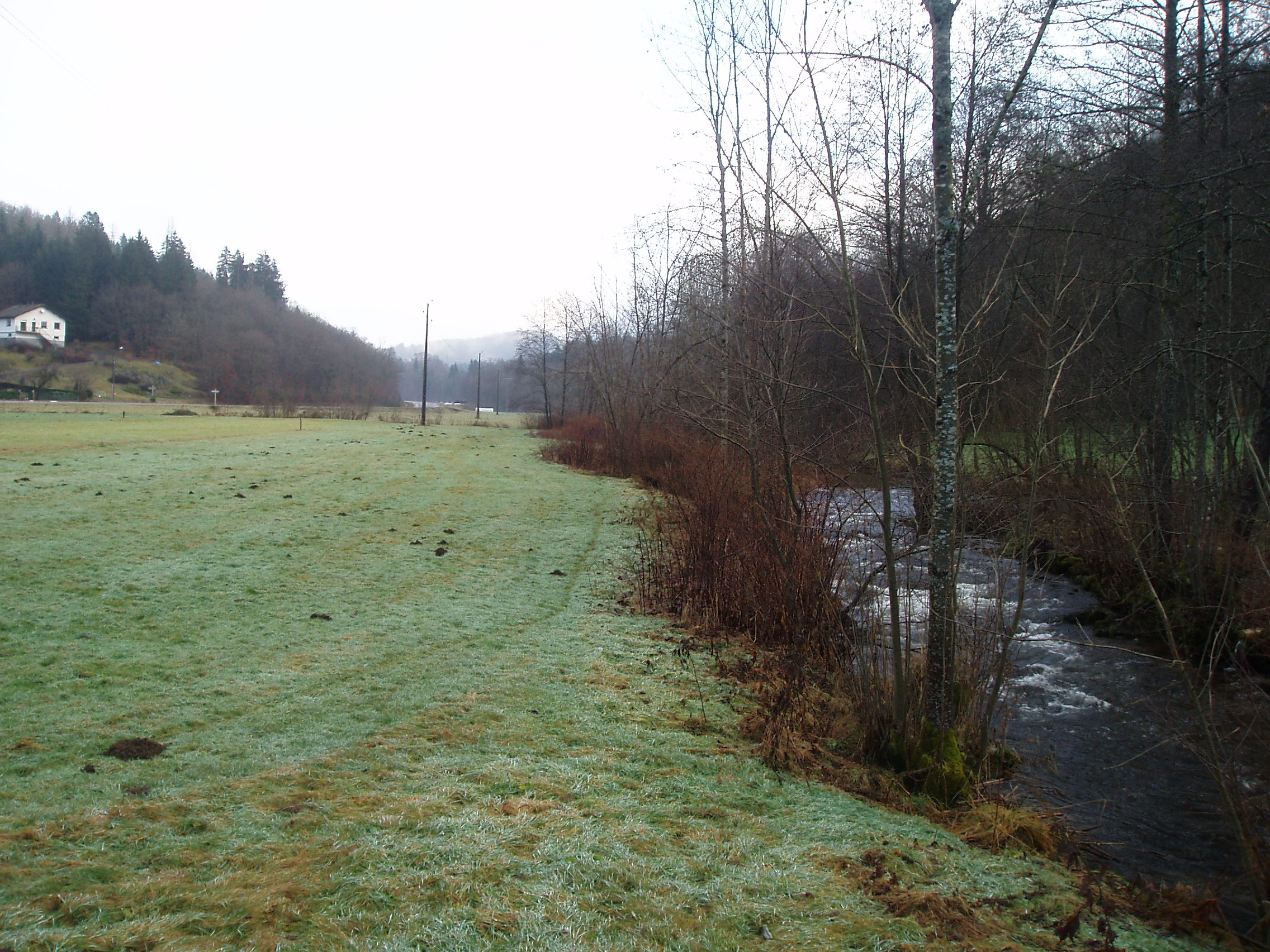
Le Breuchin à La Longine.

Dans le seul département de la Haute-Saône, le Breuchin traverse dix-huit communes et trois cantons :
- dans le sens amont vers aval : Beulotte-Saint-Laurent (source), Corravillers, La Longine, Amont-et-Effreney, Faucogney-et-la-Mer, La Voivre, Sainte-Marie-en-Chanois, Les Fessey, La Proiselière-et-Langle, Amage, La Bruyère, Raddon-et-Chapendu, Breuchotte, Froideconche, Saint-Sauveur, Luxeuil-les-Bains, Breuches, Ormoiche (confluence).

Soit en termes de cantons, le Breuchin prend source dans le canton de Faucogney-et-la-Mer, traverse le canton de Luxeuil-les-Bains, et conflue dans le canton de Saint-Sauveur.

### Toponymes
Le Breuchin est un hydronyme de même racine que les communes suivantes de Breuchotte, Breuches.

### Bassin versant
Le Breuchin traverse une seule zone hydrographique le Breuchin (U041) de 220 km2 de superficie. Ce bassin versant est composé à 57,81 % de « forêts et milieux semi-naturels », à 35,68 % de « territoires agricoles », à 5,60 % de « territoires artificiels », à 0,87 % de « surfaces en eau ».

### Organisme gestionnaire
Le SAGE Breuchin a été approuvé le 16 octobre 2012 et l'organisme gestionnaire est l'EPTB Saône et Doubs,

## Affluents

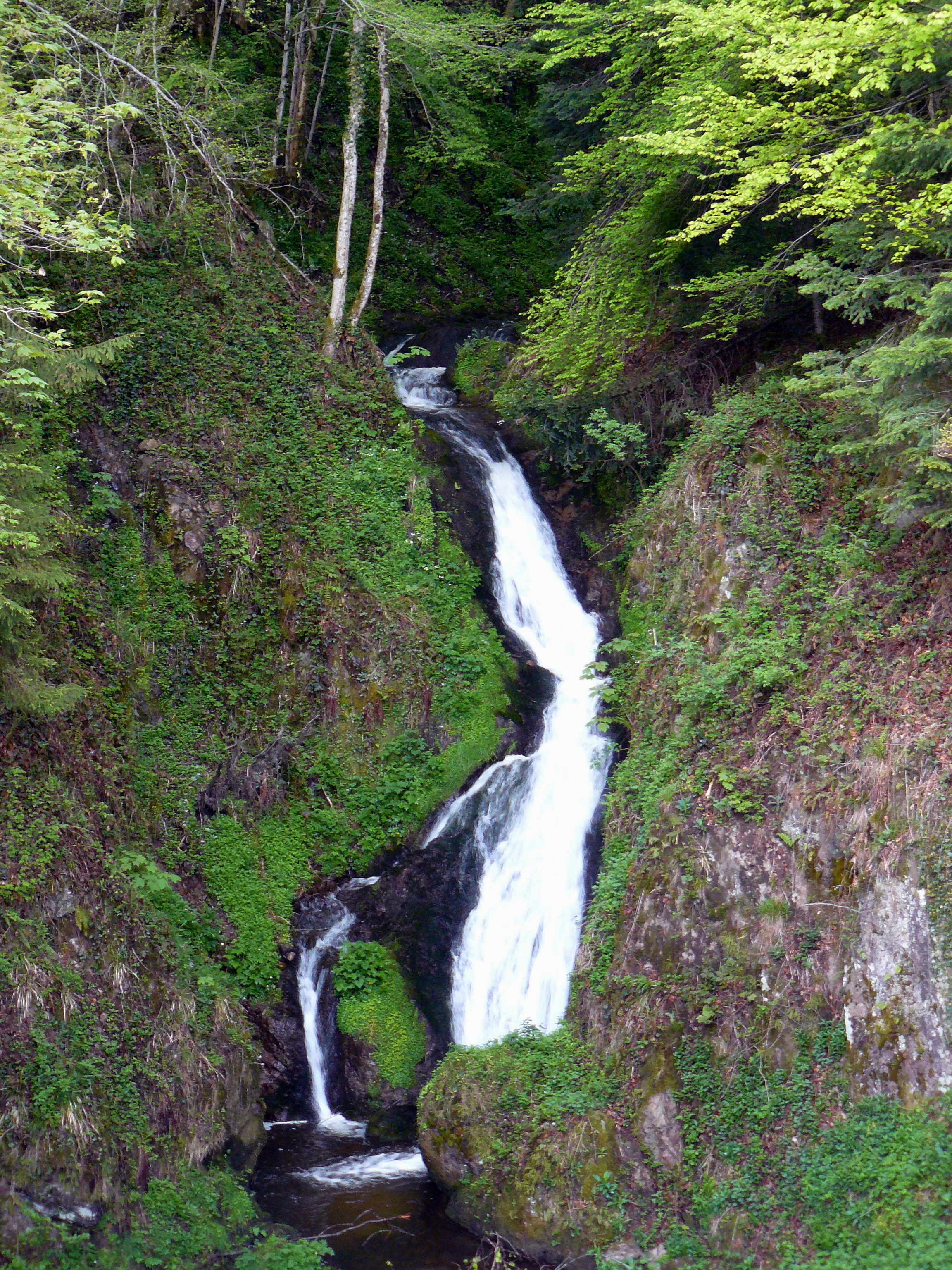
Cascade du Tampa sur Corravillers.

Le Breuchin a sept affluents référencés :
- le Tampa (rd) avec sa cascade au niveau de Corravillers[4].
- le ruisseau de la Croslière, 6,4 km (rd) qui le rejoint à La Longine.
- le ruisseau d'Effreney (rd) qui le rejoint à la Rochotte, sur la commune d'Amont-et-Effreney[4],
- le Beuletin, 15,5 km  (rg) qui le rejoint  au nord de Faucogney avec son affluent 
  - le ruisseau de la Saulotte.
- le ruisseau la Foule 2,6 km (rg) sur la seule commune de Faucogney-et-la-Mer.
- le ruisseau de la Goutte, 1,3 km (rg) sur la seule commune de La Proiselière-et-Langle.
- le Rudivet (rd) sur la commune d'Amage
- le Raddon 10,2 km (rd) qui conflue au niveau de Breuchotte.
- le ruisseau le Morbief, 10,3 km (rd) sur les trois communes de Froideconche, Luxeuil-les-Bains et Raddon-et-Chapendu, avec un affluent :
  - le ruisseau la Miredondaine, 3,3 km (rd) sur la seule commune de Luxeuil-les-Bains.
- le ruisseau des Nars, 3,8 km (rd) sur les trois communes de Breuches, Luxeuil-les-Bains, et Ormoiche.

### Rang de Strahler
Donc son rang de Strahler est de trois.

## Hydrologie
Le Breuchin est une rivière très abondante, puissamment alimentée par les fortes précipitations arrosant le massif vosgien. 

### Le Breuchin à La Proiselière-et-Langle
Son débit a été observé durant 42 ans (de 1967 à 2008) à La Proiselière-et-Langle, localité située un peu en amont de Luxeuil-les-Bains .
Son module est de 4,400 m3/s pour une surface de bassin de 123 km2.
La rivière présente des fluctuations saisonnières de débit relativement modérées comme on le constate habituellement pour les cours d'eau issus des Vosges. Les hautes eaux sont hivernales et se caractérisent par des débits mensuels moyens situés dans une fourchette allant de 6,30 à 7,13 m3/s de décembre à mars inclus. Dès le mois d'avril, le débit baisse progressivement jusqu'aux maigres d'été, en juillet-août-septembre, ce qui entraîne une baisse du débit moyen mensuel jusqu'au niveau de 1,45 m3/s au mois d'août, ce qui reste bien confortable.

### Étiage ou basses-eaux
Aux étiages, le VCN3 peut chuter jusque 0,30 m3/s, en cas de période quinquennale sèche, ce qui n'est pas encore très sévère quoique inférieur à 10 % du débit moyen. 

### Crues
Les crues peuvent être très importantes. En effet, les QIX 2 et QIX 5 valent respectivement 57 et 82 m3/s. Le QIX 10 est de 98 m3/s, le QIX 20 de 110 m3/s et le QIX 50 de 130 m3/s.
À titre de comparaison, le QIX 10 de l'Epte à Gommecourt, rivière à débit comparable, mais située à l'ouest du bassin de la Seine, vaut seulement 38 m3/s, tandis que son QIX 50 est de 50 m3/s. Ainsi le Breuchin dont le bassin versant est près de douze fois moins étendu que celui de l'Epte, présente des crues plus de deux fois plus abondantes.
Le débit instantané maximal enregistré a été de 125 m3/s le 15 février 1990, tandis que la valeur journalière maximale était de 93,4 m3/s le même jour. En comparant ces valeurs avec l'échelle des QIX de la rivière, il ressort que ces crues étaient presque d'ordre cinquantennal, et donc assez exceptionnelles.

### Lame d'eau et débit spécifique
La lame d'eau écoulée dans cette partie (la plus importante) du bassin versant de la rivière est de 1 134 millimètres annuellement, ce qui est très élevé et résulte d'une pluviosité fort abondante sur cette partie du bassin situé sur le versant sud des Vosges. Le débit spécifique (Qsp) atteint 35,8 litres par seconde et par kilomètre carré de bassin. Cette valeur place le Breuchin parmi les rivières les plus abondantes de la moitié nord de la France.

## Aménagements et écologie
Une pisciculture est implantée à Amont-et-Effreney, au lieu-dit la Rochotte et élève des truites et des saumons.
La Nappe du Breuchin - eaux souterraines, plan d'eau, rivières, canaux, & zones humides - intéresse 28 673 habitants sur 380 km2, mais s'étend aussi en région Grand Est dans le département de la Haute-Marne.

## Pêche
La rivière, aux eaux de bonne qualité, est peuplée de truites et d'ombres sauvages qui permettent la pêche à la mouche.